# Ober St. Veit (metropolitana di Vienna)
Ober St. Veit è una stazione della linea U4 della metropolitana di Vienna. Si trova nel 13º distretto nella zona dell'antico borgo di Ober Sankt Veit, poi inglobato nella città di Vienna.

## Descrizione
La stazione è situata parallelamente al corso del fiume Wien. Fu completata nel 1896 ed entrò in servizio il 1º giugno 1898 come fermata della Stadtbahn, la ferrovia urbana servita da treni a vapore. Si trovava sul percorso della  Obere Wientallinie che collegava la stazione di Vienna Hütteldorf con la stazione di Meidling Hauptstraße. Originariamente era denominata Wiengasse prima di assumere la denominazione attuale. A partire dal 1925 fu servita dalla Stadtbahn elettrificata.
Durante la seconda guerra mondiale subì pochi danni ma furono comunque necessari dei lavori di riparazione. Nel 1976 iniziarono i lavori di riconversione in stazione ad accesso coperto e interrato, ma i binari prima e dopo la fermata rimangono a cielo aperto. L'edificio di accesso, opera di Otto Wagner, venne mantenuto mentre la copertura della stazione e gli accessi furono realizzati da zero dopo aver demolito le vecchie strutture precedenti. Il servizio come linea metropolitana è iniziato il 20 dicembre 1981. Ai treni si accede da due banchine laterali, una per ogni direzione di percorrenza. Il 21 dicembre 2001 la stazione è stata resa accessibile con l'installazione di un ascensore in corrispondenza dell'ingresso orientale.

## Ingressi
- St. Veiter Brücke
- Preindlsteg